# Ваилуа
Ваилуа (гав. Wai-luā, англ. Wailua River, Wailua Stream) — река на острове Кауаи в штате Гавайи. Образуется слиянием Саут-Форк-Ваилуа (правая составляющая) и Норт-Форк-Ваилуа (левая составляющая). Длина реки — 3,2 км. Впадает в пролив Кауаи Тихого океана. Площадь водосборного бассейна — 136,2 км².

## Название
На гав. Wailuā — букв. «двухводный».

## Описание
Образуется в результате слияния Северного и Южного рукавов к западу от поселения Ваилуа, впадает в Тихий океан в точке с координатами 22°02′42″ с. ш. 159°20′11″ з. д.. Это единственная судоходная река (для лодок больше каяка) на Гавайских островах, центр речного туризма для местных жителей и гостей.
Северный рукав начинается около кратера Ваиалеале в точке с координатами 22°03′35″ с. ш. 159°29′33″ з. д. и имеет длину 19,6 км, течёт к востоку до слияния с Южным рукавом.
Южный рукав берёт начало из соединения нескольких потоков к юго-западу от Ханамаулу, имеет длину 13 км и течёт в восточном направлении, образуя водопад Ваилуа и сливаясь с Северным рукавом.
Другие достопримечательности вдоль речной системы Ваилуа включают птичьи убежища, традиционную гавайскую деревню Халокила, Тайный водопад и бассейн для прыжков на канате.